# Maxkompetens
Maxkompetens AB är ett svenskt bemanningsföretag som hyr ut och rekryterar studenter och akademiker. Företaget grundades i Växjö 2003 och har idag kontor på sju orter i Sverige.